# Toni Braxton

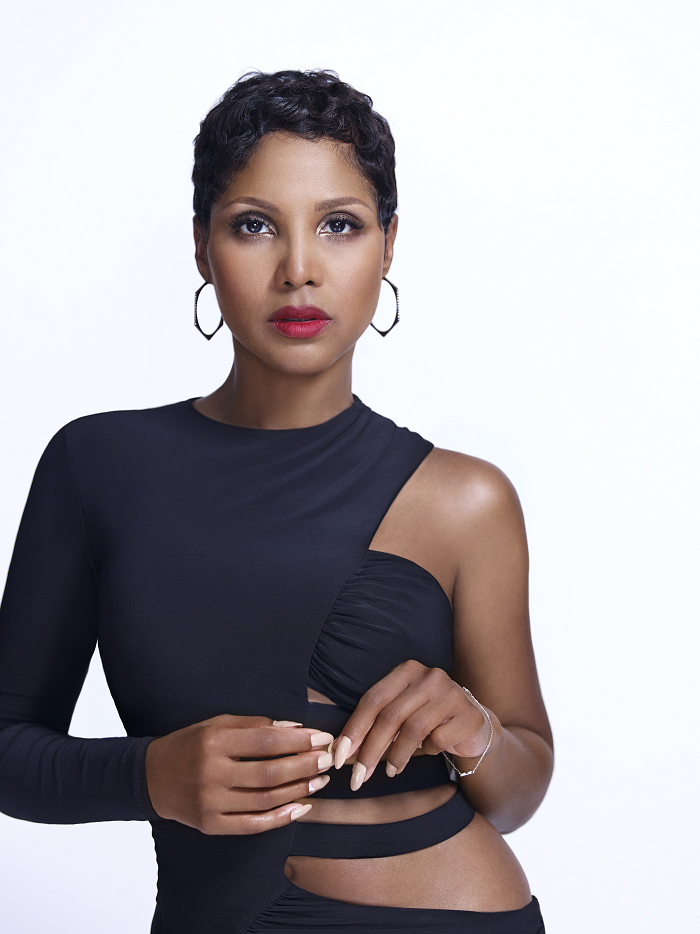
Toni Braxton (2015, Pressefoto)

Toni Michelle Braxton (* 7. Oktober 1967 in Severn, Maryland, USA Anne Arundel County) ist eine US-amerikanische Soul- und R&B-Sängerin. In ihrer Karriere hat sie bisher siebenmal einen Grammy gewonnen.

## Kindheit
Toni Braxton kam im Oktober 1967 als erstes Kind eines Geistlichen und einer Hausfrau in Severn, südlich von Baltimore, zur Welt. Bereits im Alter von fünf Jahren trat sie als Teil des örtlichen Kirchenchors bei Wohltätigkeitskonzerten und Gesangswettbewerben vor größerem Publikum auf. Wie auch ihr jüngerer Bruder und ihre vier Schwestern Traci (* 2. April 1971; † 12. März 2022), Trina, Towanda und Tamar besuchte sie zunächst die Richard-Henry-Lee-Grundschule, später die Corkran Middle School und die Glen Burnie High School. Ihr anschließendes Studium an der Bowie State University brach Braxton zu Gunsten einer Gesangskarriere vorzeitig ab.

## Karriere

### Die Anfänge
Ende der 1980er Jahre beschlossen die Braxton-Schwestern, ihr Glück gemeinsam mit der Formation The Braxtons zu versuchen, ein Schritt, der bereits ein Jahr nach der Bandgründung (1989) zu einem Plattenvertrag mit Arista Records führte. Die erste Single The Good Life, die im Sommer 1990 erschien, erntete zwar kaum Erfolge, zog jedoch erstmals das Interesse der Produzenten Antonio „L.A.“ Reid und Kenneth „Babyface“ Edmonds auf sich, die Braxton wenig später einen Vertrag als Solointerpretin bei ihrem Sublabel LaFace Records anboten. Braxton verließ daraufhin die Band und veröffentlichte 1992 mit dem Duett Give U My Heart und Love Shoulda Brought You Home zwei Hits zu Eddie Murphys Kinoerfolg Boomerang.
Wenig später begann Braxton mit den Aufnahmen zu ihrem nach ihr selbst benannten Debütalbum, das im Juli 1993 erschien. Hauptsächlich von Reid, Babyface und Daryl Simmons produziert, entwickelte sich die Platte mit acht Platinauszeichnungen und über zehn Millionen verkauften Einheiten weltweit zu einem beachtlichen Erfolg. Toni Braxton kletterte bis auf Platz 1 der US-Albumcharts und erreichte die Top 10 in einer Reihe weiterer Länder, darunter Großbritannien, Deutschland, Österreich und die Schweiz. Toni Braxton erhielt den Grammy Award for Best New Artist 1994 und zudem den Grammy Award for Best Female R&B Vocal Performance für Another Sad Love Song sowie drei American Music Awards. Die fünf Singleauskopplungen Another Sad Love Song, Breathe Again, Seven Whole Days, You Mean the World to Me und How Many Ways konnten zumindest im englischsprachigen Raum punkten. Für Breathe Again erhielt sie 1995, für You’re Makin’ Me High 1997 und He Wasn’t Man Enough 2001 erneut jeweils den Grammy für die beste R&B-Darbietung.
Der Erfolg des Debüts wurde 1996 von Braxtons zweitem Album Secrets überboten. Die Platte erreicht zwar lediglich Platz 2 in den USA, verkaufte sich insgesamt jedoch mehr als zwölf Millionen Mal und brachte Braxton acht weitere Platinauszeichnungen ein. Mit dem Nummer-1-Hit You’re Makin’ Me High, I Don’t Want To und dem Kenny-G-Duett How Could an Angel Break My Heart festigte Toni Braxton ihre Prominenz im Musikgeschäft. Den größten Erfolg ihrer Karriere hatte die Sängerin anschließend mit der von Diane Warren komponierten und getexteten Ballade Un-Break My Heart: Der Song hielt sich elf Wochen an der Spitze der Billboard Hot 100 und erreichte auch Platz 1 in Österreich und der Schweiz.
Im Zuge ihres Engagements beim Broadway-Musical Die Schöne und das Biest und ihrer anschließenden Tour lernte Braxton 1997 den Musiker und späteren Produzenten Keri Lewis kennen, der sie als Mitglied der Vorgruppe Mint Condition durch die USA begleitete. Nach ihrer Trennung von Footballspieler Curtis Martin heirateten die beiden im April 2001. Sie haben zwei gemeinsame Söhne, die 2001 und 2003 geboren wurden.
Nach Streitigkeiten mit Arista Records veröffentlichte Toni Braxton im Januar 2000 ihr drittes Studioalbum The Heat. Trotz hoher Chartplatzierungen und der von Rodney „Darkchild“ Jerkins produzierten Hitsingle He Wasn’t Man Enough reichte das Album mit vier Millionen verkauften Kopien nicht an den Erfolg der beiden Vorgänger heran. Die beiden weiteren Auskopplungen Just Be a Man About It und Spanish Guitar erhielten ebenfalls nur mäßige Platzierungen.
2001 veröffentlichte Braxton ihr erstes Weihnachtsalbum namens Snowflakes.

### Die 2000er

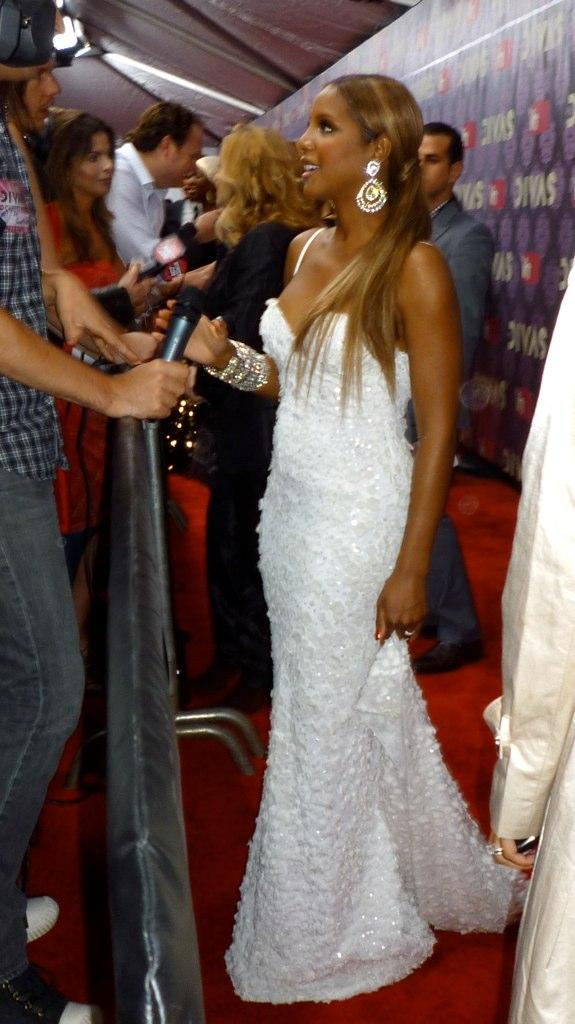
Toni Braxton (2009)

2002 erschien mit More Than a Woman Braxtons viertes Studioalbum. Die Platte verkaufte sich weltweit etwa eine Million Mal. Als auch die Singles Lies, Lies, Lies und Let Me Show You the Way (Out) nicht zündeten, beschloss Arista, sich im Zuge der Veröffentlichung der Greatest-Hits-CD Ultimate Toni Braxton endgültig von Braxton zu trennen.
Nach Vertragsunterzeichnung mit dem Independent-Label Blackground Records kam im September 2005 Braxtons fünftes Album Libra auf den Markt (nach einer Vielzahl von Verschiebungen).
Obwohl die beiden Auskopplungen Please und Trippin’ (That’s the Way Love Works) sich erneut kaum in Charts platzieren konnten, stieß die Platte zumindest in den USA auf Interesse.
Im deutschsprachigen Raum wurde die CD im Juni 2006 inklusive des offiziellen Fußball-WM-Songs The Time of Our Lives (zusammen mit Il Divo) wiederveröffentlicht. Von 2006 an hatte Braxton eine Show im Hotel Flamingo Las Vegas, die sie im April 2008 wegen gesundheitlicher Probleme vorzeitig beendete.
2008 hat Braxton an der US-amerikanischen Version von Let’s Dance teilgenommen.
Im August 2008 verbreiten verschiedene Webseiten die Meldung, dass Braxton in der siebten Staffel von Dancing with the Stars als Kandidatin teilnehmen werde. Braxton und ihr Tanzpartner Alec Mazo wurden in der 5. Woche der Sendung vom Publikum rausgewählt.
Im November 2009 gab Braxton bekannt, dass sie und Lewis sich getrennt hätten.
Am 7. Mai 2010 wurde das Studioalbum Pulse gleichzeitig mit der ersten Singleauskopplung Yesterday im deutschsprachigen Raum veröffentlicht. In der Schweiz und den USA stieg das Album bis auf Platz 9.

### Späte Karriere
Im Januar 2011 wurde bestätigt, dass Braxton einen Vertrag für eine Reality-Serie namens Braxton Family Values unterschrieben hat. Die Serie startete am 12. April 2011 und beleuchtete die Beziehung zwischen Braxton, ihrer Mutter und ihren vier Schwestern Trina, Tamar, Traci and Towanda. Bestandteil war darüber hinaus ihre Trennung von Keri Lewis.
2012 wurde der Film The Oogieloves in the Big Balloon Adventure veröffentlicht. Braxtons Figur – Rosalie Rosebud – verfügt über eine übersteigerte Persönlichkeit und wurde offenbar von Mariah Carey inspiriert. Später im selben Jahr bestätigte Braxton, dass sie an ihrem achten Studioalbum arbeiten würde. Ihre neue Single sollte, laut einem Interview, im März 2012 veröffentlicht werden und den Titel „I Heart You“ tragen. Kurz nach der Veröffentlichung der Single machten Gerüchte die Runde, Braxton würde bald ihre Karriere beenden. Diese Gerüchte wurden von Braxton persönlich am 7. Februar 2013 bestätigt. Auf einer Werbetour für ihren neuen Film „Twist of Faith“ gab sie als Grund an, sich zukünftig mehr auf ihre Schauspielkarriere konzentrieren zu wollen.
Bereits ein Jahr später gab Braxton bekannt, dass sie ihre Musikkarriere mit einer Sommer-Tour fortsetzen wolle und wieder im Studio sei um ihr achtes Album aufzunehmen. Das Album wurde 2014 für das Weltbeste Album bei den World Music Awards nominiert und gewann außerdem bei den 57. Grammy Awards 2015 die Auszeichnung für das „beste R&B Album“.
Im September 2013 wurde bekanntgegeben, dass Braxton zum Broadway zurückkehren und am neuen Stück „After Midnight“ mitwirken würde.
Braxton kündigte im Mai 2015 eine neue Staffel von Braxton Family Values an und sprach über die Studioaufnahmen ihres neuen, achten Albums. Sie versprach außerdem, dass eine neue Single bis Ende des Jahres erscheinen solle. Im September gab Lifetime grünes Licht für eine Filmbiographie Braxtons, die auf „Unbreak My Heart: A Memoir“ basieren soll. Braxton selbst soll darin auftreten und darüber hinaus als Executive Producer fungieren, Vondie Curtis-Hall übernimmt die Regie. 2016 erschien Toni Braxton: Unbreak My Heart, die Hauptrolle spielte Lex Scott Davis.
2021 nahm Braxton als Pufferfish an der sechsten Staffel der US-amerikanischen Version von The Masked Singer teil und erreichte dort den 14. von insgesamt 16 Plätzen.

## Diskografie
Studioalben

| Jahr | Titel             | Höchstplatzierung, Gesamtwochen, AuszeichnungChartplatzierungen (Jahr, Titel, Platzierungen, Wochen, Auszeichnungen, Anmerkungen) | Höchstplatzierung, Gesamtwochen, AuszeichnungChartplatzierungen (Jahr, Titel, Platzierungen, Wochen, Auszeichnungen, Anmerkungen) | Höchstplatzierung, Gesamtwochen, AuszeichnungChartplatzierungen (Jahr, Titel, Platzierungen, Wochen, Auszeichnungen, Anmerkungen) | Höchstplatzierung, Gesamtwochen, AuszeichnungChartplatzierungen (Jahr, Titel, Platzierungen, Wochen, Auszeichnungen, Anmerkungen) | Höchstplatzierung, Gesamtwochen, AuszeichnungChartplatzierungen (Jahr, Titel, Platzierungen, Wochen, Auszeichnungen, Anmerkungen) | Höchstplatzierung, Gesamtwochen, AuszeichnungChartplatzierungen (Jahr, Titel, Platzierungen, Wochen, Auszeichnungen, Anmerkungen) | Anmerkungen                                                                 |
| Jahr | Titel             | DE | AT | CH | UK | US | R&B | Anmerkungen                                                                 |
| ---- | ----------------- | --- | --- | --- | --- | --- | --- | --------------------------------------------------------------------------- |
| 1993 | Toni Braxton      | DE7 (43 Wo.)DE | — | — | UK4 Gold · (37 Wo.)UK | US1 ×8Achtfachplatin · (96 Wo.)US                                                                                                 | R&B1 (105 Wo.)R&B | Erstveröffentlichung: 13. Juli 1993 Verkäufe: + 8.500.000                   |
| 1996 | Secrets           | DE2 Platin · (69 Wo.)DE | AT2 Platin · (23 Wo.)AT | CH1 ×2Doppelplatin · (59 Wo.)CH                                                                                                   | UK10 ×2Doppelplatin · (83 Wo.)UK                                                                                                  | US2 ×8Achtfachplatin · (92 Wo.)US                                                                                                 | R&B1 (92 Wo.)R&B | Erstveröffentlichung: 18. Juni 1996 Verkäufe: + 12.047.500                  |
| 2000 | The Heat          | DE3 Gold · (27 Wo.)DE | AT7 (9 Wo.)AT | CH2 Gold · (36 Wo.)CH | UK3 Gold · (23 Wo.)UK | US2 ×2Doppelplatin · (47 Wo.)US                                                                                                   | R&B1 (50 Wo.)R&B | Erstveröffentlichung: 25. April 2000 Verkäufe: + 2.750.000                  |
| 2001 | Snowflakes        | DE92 (1 Wo.)DE | — | — | — | US119 Gold · (8 Wo.)US | R&B57 (7 Wo.)R&B | Erstveröffentlichung: 23. Oktober 2001 Weihnachtsalbum; Verkäufe: + 500.000 |
| 2002 | More Than a Woman | DE37 (6 Wo.)DE | — | CH23 (11 Wo.)CH | — | US13 Gold · (14 Wo.)US | R&B5 (20 Wo.)R&B | Erstveröffentlichung: 19. November 2002 Verkäufe: + 500.000                 |
| 2005 | Libra             | DE60 (2 Wo.)DE | — | CH25 (6 Wo.)CH | — | US4 Gold · (15 Wo.)US | R&B2 (30 Wo.)R&B | Erstveröffentlichung: 27. September 2005 Verkäufe: + 500.000                |
| 2010 | Pulse             | DE18 (4 Wo.)DE | AT32 (3 Wo.)AT | CH9 (8 Wo.)CH | UK28 (2 Wo.)UK | US9 (9 Wo.)US | R&B1 (23 Wo.)R&B | Erstveröffentlichung: 4. Mai 2010                                           |
| 2018 | Sex & Cigarettes  | — | — | — | UK33 (1 Wo.)UK | US22 (2 Wo.)US | R&B14 (1 Wo.)R&B | Erstveröffentlichung: 23. März 2018                                         |
| 2020 | Spell My Name     | — | — | — | — | US163 (1 Wo.)US | — | Erstveröffentlichung: 28. August 2020                                       |

## Filmografie
- 2001: Kingdom Come
- 2002: Play'd: A Hip Hop Story
- 2013: Twist of Faith